# Günther von Mannagetta und Lërchenau Beck
Günther von Mannagetta und Lërchenau Beck (25 d'agost 1856, Pressburg, avui Bratislava - 23 de juny 1931, Praga) va ser un botànic austro - alemany.
Va ser director del departament de botànica del museu d'història natural de Viena i professor a la Universitat de Viena i de Praga, de 1899 a 1921.
Beck dirigeix la publicació de Wiener Illustrierten Gartenzeitung i va ser autor de :
- Flora von Niederösterreich (1890-1893) ;
- Die Vegetationsverhältnisse der illyrischen Länder begreifend Südkroatien, die Quarnero-Inseln, Dalmatien, Bosnien und die Hercegovina, Montenegro, Nordalbanien, den Sandzak Novipazar und Serbien (1901) ;
- Hilfsbuch für Pflanzensammler (1902) ;
- Flora Bosne, Hercegovine i Novipazarskog Sandzaka (tres volums, 1903-1927) ;
- Grundriß der Naturgeschichte des Pflanzenreiches, (1908).

Va contribuir a Die natürlichen Pflanzenfamilien: Orobanchaceae (1895) editat per Heinrich Gustav Adolf Engler (1844-1930) i per Karl Anton Eugen Prantl (1849-1893).
Va ser revisor del gènere botànic Nepenthes.